# Martín Sáenz
Martín Sáenz de Santa María Jarry (* 17. Januar 2001) ist ein chilenischer Hürdenläufer, der sich auf die 110-Meter-Distanz spezialisiert hat. Aktuell ist er Inhaber des Landesrekordes über diese Distanz und wurde 2025 in Mar del Plata Südamerikameister.

## Sportliche Laufbahn
Erste internationale Erfahrungen sammelte Martín Sáenz im Jahr 2018, als er bei den U18-Südamerikameisterschaften in Cuenca in 13,95 s die Bronzemedaille über die niedrigeren U18-Hürden gewann und im Dreisprung mit 13,51 m den neunten Platz belegte. Im Oktober startete er dann im Hürdensprint bei den Olympischen Jugendspielen in Buenos Aires und gelangte dort auf Rang zwölf. Im Jahr darauf gewann er auch bei den U20-Südamerikameisterschaften in Cali in 13,98 s die Bronzemedaille und belegte mit der chilenischen 4-mal-100-Meter-Staffel in 42,41 s den vierten Platz, wie auch mit der 4-mal-400-Meter-Staffel mit 3:28,94 min. 2021 wurde er bei den Südamerikameisterschaften in Guayaquil in der Vorrunde disqualifiziert und anschließend gewann er bei den U23-Südamerikameisterschaften ebendort in 14,24 s die Bronzemedaille hinter dem Ecuadorianer Marcos Herrera und wurde mit der 4-mal-400-Meter-Staffel in 3:24,89 min Vierter. Anfang Dezember gelangte er auch bei den erstmals ausgetragenen Panamerikanischen Juniorenspielen in Cali mit 14,06 s auf Rang vier. Im Jahr darauf belegte er bei den Hallensüdamerikameisterschaften in Cochabamba in 8,01 s den sechsten Platz im 60-Meter-Hürdenlauf. Im Mai gelangte er bei den Ibero-Amerikanischen Meisterschaften in La Nucia mit 16,29 s auf den fünften Platz und anschließend gewann er bei den Juegos Bolivarianos in Valledupar in 14,13 s die Bronzemedaille hinter den Kolumbianern Fanor Escobar und Brayan Rojas. Anfang Oktober sicherte er sich dann bei den U23-Südamerikameisterschaften in Cascavel in 13,91 s die Silbermedaille hinter dem Brasilianer Adrian Vieira. Kurz darauf gelangte er bei den Südamerikaspielen in Asunción mit 14,23 s auf Rang fünf.
2023 gewann er bei den Südamerikameisterschaften in São Paulo in 13,76 s die Bronzemedaille über 110 m Hürden hinter dem Brasilianer Eduardo de Deus und Brayan Rojas aus Kolumbien. Anschließend belegte er bei den Panamerikanischen Spielen in Santiago de Chile in 14,05 s den vierten Platz. Im Jahr darauf gewann er bei den Hallensüdamerikameisterschaften in Cochabamba in 7,66 s die Silbermedaille über 60 m Hürden hinter dem Brasilianer de Deus. Anschließend schied er bei den Hallenweltmeisterschaften in Glasgow mit 7,88 s in der ersten Runde aus. Im April verbesserte er den chilenischen Landesrekord auf 13,57 s und anschließend belegte er bei den Ibero-Amerikanischen Meisterschaften in Cuiabá in windunterstützten 13,50 s den fünften Platz. Im August nahm er an den Olympischen Sommerspielen in Paris teil und schied dort mit 13,95 s in der Hoffnungsrunde aus. 2025 siegte er in 13,51 s bei den Südamerikameisterschaften in Mar del Plata.
In den Jahren von 2020 bis 2025 wurde Sáenz chilenischer Meister im 110-Meter-Hürdenlauf.

## Persönliche Bestleistungen
- 110 m Hürden: 13,49 s (−1,5 m/s), 16. Juni 2024 in Troyes (chilenischer Rekord)
  - 60 m Hürden (Halle): 7,66 s, 28. Januar 2024 in Cochabamba (chilenischer Rekord)

## Familie
Der Tennisspieler Nicolás Jarry ist sein Cousin.